# María Ascensión Carreño Fernández
María Ascensión Carreño Fernández (Alguazas, 2 de julio de 1970) es una ingeniera, arquitecta técnica y política española, diputada por el Partido Popular en el Congreso durante la X, XI y XII legislatura.

## Biografía
Es ingeniera de Obras Públicas y Civil, especialidad en Obras Hidráulicas, por la Universidad de Alicante, arquitecto técnico por la UCAM y posee un máster europeo en Medio Ambiente y Energías Renovables. Además, estudió piano en el Conservatorio Superior de Murcia. A nivel político, fue teniente de alcalde del Ayuntamiento de Alguazas y concejala de Mujer, Juventud, Educación, Cultura y Tercera Edad (1995-2000). Entre 2000 y 2003 fue directora del Instituto de la Mujer en la Región de Murcia y entre 2003 y 2011 fue diputada de la Asamblea Regional de Murcia. Asimismo ha sido secretaria de Medio Ambiente y Cambio Climático en el Partido Popular de Murcia. En noviembre de 2011 fue elegida diputada por Murcia en el Congreso, siendo reelegida en 2015 y 2016.